# Emilia Vătășoiu-Liță
Emilia Vătășoiu-Liță (n. 20 octombrie 1933, Câineni, România) este o fostă gimnastă română, dublu laureată cu bronz olimpic la Melbourne 1956 și Roma 1960.
A fost componentă a clubului sportiv Dinamo București al Ministerului Afacerilor Interne. A debutat la 21 de ani, la campionatul mondial organizat la Roma în 1954. La ediția din 1958 a campionatului mondial organizat la Moscova a făcut parte din echipa care a cucerit prima medalie de bronz în istoria gimnasticii românești.
După retragerea din activiatea competițională a fost antrenor și arbitru internațional de gimnastică, a primit titlurile de Maestru al sportului, Maestru emerit al sportului și Antrenor emerit. 

## Distincții
- Medalia Muncii (18 decembrie 1956) „pentru merite deosebite in pregătire și pentru rezultatele obținute la cea de a XVI-a ediție a jocurilor olimpice care au avut loc la Melbourne”[6]
- Medalia Muncii (9 mai 1958) „cu prilejul aniversării a 10 ani de la înființarea Clubului sportiv «Dinamo» și pentru rezultate deosebite obținute în dezvoltarea activității sportive”[7]
- Ordinul „Meritul Sportiv” clasa a III-a (8 mai 1968) „pentru contribuția deosebită adusă la dezvoltarea mișcării de cultură fizică și sport și pentru merite deosebite în activitatea sportivă de performanță, cu prilejul împlinirii a 20 de ani de la înființarea Clubului sportiv «Dinamo»-București al Ministerului Afacerilor Interne”[3]
- Ordinul „Meritul Sportiv” clasa a III-a (18 august 1976) „pentru rezultatele deosebite obținute la Jocurile olimpice de vară de la Montreal – 1976, precum și pentru contribuția adusă la dezvoltarea activității sportive și la creșterea prestigiului sportului românesc pe plan internațional”[8]